# Wright (Minnesota)
Wright es una ciudad ubicada en el condado de Carlton en el estado estadounidense de Minnesota. En el Censo de 2010 tenía una población de 127 habitantes y una densidad poblacional de 31,72 personas por km².

## Geografía
Wright se encuentra ubicada en las coordenadas 46°40′20″N 93°0′26″O / 46.67222, -93.00722. Según la Oficina del Censo de los Estados Unidos, Wright tiene una superficie total de 4 km², de la cual 4 km² corresponden a tierra firme y (0%) 0 km² es agua.

## Demografía
Según el censo de 2010, había 127 personas residiendo en Wright. La densidad de población era de 31,72 hab./km². De los 127 habitantes, Wright estaba compuesto por el 97.64% blancos, el 0% eran afroamericanos, el 0.79% eran amerindios, el 0.79% eran asiáticos, el 0% eran isleños del Pacífico, el 0% eran de otras razas y el 0.79% pertenecían a dos o más razas. Del total de la población el 0% eran hispanos o latinos de cualquier raza.